# Дрейкери
Дрейкери(англ. The Drakers) — італійський мультсеріал студії Mondo TV.

## Сюжет
Кріс і Фабрі — два дуже молодих пілота Формули-1, відповідальні за X Racer, капсулу, через яку вони можуть проїхати на відстані. Їх мета — допомогти всій команді стати чемпіонами.

## У ролях(Італійськоюмовою)
- Біллі Боб Томпсон — Кріс
- Рорі Макс Каплан — Фабрі

## Закадрове озвучення і дубляж
Українською мовою озвучено компанією Кіт на замовлення телеканалу QTV
Ролі озвучували: Павло Скороходько, Андрій Альохін та Наталя Романько-Кисельова
Українською мовою дубльовано на замовлення телеканалу малятко ТВ